# Viktor Borisovich Sochava
Viktor Borisovich Sochava (Виктор Борисович Сочава, em russo) (São Petersburgo, 20 de junho de 1905 - 29 de dezembro de 1978) foi um geógrafo e geobotânico russo, trabalhou como cientista da paisagem (landchaftoved) e foi fundador da escola de geografia da Sibéria, tendo proposto a teoria do geossistema como uma reformulação das teorias da paisagem de Lev S. Berg, Humboldt e Vasily Dokuchaev nas bases da Teoria geral de sistemas.

## Biografia
- Nasceu em 20 de junho de 1905 na aldeia Pargalova, próximo à São Petersburgo. Estudou no ginásio de Petrogrado e Kiev.

- Em 1921 entrou para o Instituto de Agricultura de Petrogrado, onde manteve contato com Vladimir Sukachev e Vladimir  Leontyevich Komarov, dois dos mais eminentes biogeógrafos russos, que influenciariam bastante seu trabalho.

- Em 1925 torna-se assistente sênior do departamento de ecologia e geografia do Instituto de Agricultura de Petrogrado.

- Entre 1926 e 1938 realiza inúmeras expedições às regiões do Ural polar, Chukotka, Kolyma, Primoriie, Amur, entre outras. Trabalhou como chefe de equipes de campo e gestor dos setores de geobotânica e alimentos do Instituto de criação de renas do ártico.

- Em 1935 recebeu o grau de Doutor em ciências biológicas em função das diversas publicações resultantes das expedições.

- Entre 1938 e 1942 torna-se professor associado do Departamento de geobotânica da Universidade Estatal de São Petersburgo.

- Entre 1928 e 1950 trabalhou como professor palestrante no Instituto A. I. Herzen de Pedagogia de Leningrado, tornando-se posteriormente, chefe do departamento.

- Em 1944 recebe o título de professor.

- Em 1955 assina "a carta dos trezentos", que pedia ao governo da então URSS, a demissão de T.D. Lysenko e alguns de seus aliados da diretoria de Ciências Agrárias da Academia de Ciências da URSS. Lysenko e seus aliados gozavam de apoio de líderes do partido comunista e não admitiam pontos de vista diversos daqueles que divulgava. Os opositores de Lysenko eram banidos e isolados, sendo inclusive eliminados fisicamente.

- Em 1958 torna-se membro correspondente da Academia de Ciências da URSS.

- Em 1959 assume a diretoria do Instituto de Geografia da Sibéria e do Extremo Oriente da URSS, em Irkustk, permanecendo no cargo até 1976. Sob sua liderança o Instituto torna-se referência mundial em geografia. Em 2005 o Instituto passa a ser denominado Instituto Viktor B. Sochava de Geografia da  Sibéria e do Extremo Oriente.

- Em 1968 torna-se acadêmico da Academia de Ciências da URSS.

- Passou os últimos anos de sua vida (1976-1978) em Komarov. Durante este período resumiu suas atividades à criação de um novo direcionamento de pesquisas na geografia: a teoria do geossistema.

- Morre em 29 de dezembro de 1978, alguns meses após a publicação de seu livro "Introdução à Teoria dos Geossistemas".